# Joseph Guillemot
Pour les articles homonymes, voir Guillemot.
Joseph Guillemot, né le 1er octobre 1899 au Dorat et mort le 9 mars 1975 à Oradour-Saint-Genest, 
est un athlète français spécialiste des courses de fond. Il est sacré champion olympique sur 5 000 mètres en 1920 à Anvers.

## Biographie

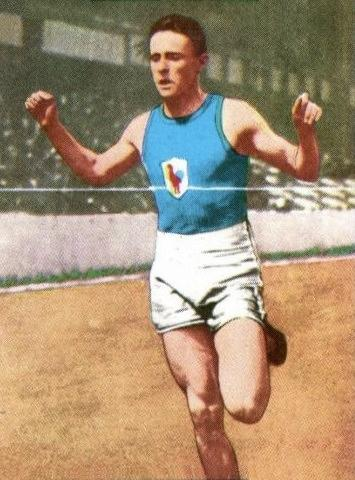
Joseph Guillemot champion olympique du 5000 mètres.

Fils d'Eugène Israel Guillemot, son père, et Marie-Joséphine Richefort, sa mère, tous deux paysans, Joseph est l'aîné d’une fratrie de sept enfants.
Joseph Guillemot découvre l'athlétisme alors qu'il est membre du 16e bataillon de chasseurs à pied à Bellac. Pendant la première Guerre mondiale, en 1918, il remporte le championnat de France militaire à Colombes. Il retourne ensuite pour quelques mois au front jusqu'à l'armistice du 11 novembre 1918.
Lors des Jeux olympiques de 1920 à Anvers, Joseph Guillemot bat Paavo Nurmi (légende de son sport avec 12 médailles olympiques dont 9 en or et 22 records du monde) au 5 000 mètres en 14 min 55 s 6, soit plus de 4 secondes devant Nurmi. Durant toute la course le Français reste derrière, il arrive à suivre le Finlandais alors que celui-ci accélère d'abord à 400 mètres de l'arrivée, puis à 300 mètres, mais Guillemot parvient à le rattraper. Il place alors son attaque dans la dernière ligne droite et laisse Nurmi derrière lui. C'est la seule fois que ce dernier est battu par un étranger en finale. La victoire du Français est une surprise, les favoris sont alors Paavo Nurmi, et les Suédois Eric Backman et Runar Falk. 
Le Finlandais volant prendra sa revanche dès le lendemain sur le 10 000 mètres où les positions d'arrivée seront inversées. À l'arrivée Joseph vomit sur les chaussures de Nurmi, en effet le Français n'a pas été averti du départ avancé à la demande du roi des Belges Albert 1er . L'épreuve étant avancée de 3 heures, Guillemot doit se présenter alors qu'il vient de prendre un copieux déjeuner et, par conséquent, durant la course sa digestion est difficile. Sa performance est d'autant plus remarquable que Guillemot s'est fait voler ses chaussures avant la course, et a couru avec une paire deux pointures trop grande.
Il ne participe pas aux Jeux olympiques de 1924 à Paris, à la suite d'un désaccord avec la fédération française d'athlétisme.
Il clôt sa carrière au terme de sa douzième sélection d'international, en remportant en 1926 le 5 000 m de France-Suède.
"A Paris, ville où il s’était rapidement installé après une enfance à la dure (fils de paysans, aîné d’une fratrie de sept enfants) au Dorat… C’est à Paris, toujours, qu’à la fin de sa carrière, il narrait ses exploits à ses clients dans son bar, évidemment nommé l’Olympe. Il aurait pu y rester… Mais il décida de vivre une retraite paisible à Oradour-Saint-Genest à cinq kilomètres de ses premiers pas"
Il meurt d'un cancer du poumon le 9 mars 1975 à 75 ans.

## Palmarès

### Jeux olympiques
- Champion olympique du 5 000 m en 1920
- Vice-champion olympique du 10 000 m en 1920
- 5e cross-country par équipe en 1920

### Championnats Internationaux
- Cross des nations 1922 à Glasgow en 1h 03 min 59 s
- Cross des nations 1926  à Bruxelles en 44min 59 s
- Cross des nations par équipes 1922
- Cross des nations par équipes 1926[7]

### Championnats de France
- Champion de France militaire de cross-country en 1918
- Champion de France du 5 000 m 1919
- Champion de France de cross-country 1920
- Champion de France du 5 000 m 1920
- Champion de France du 5 000 m 1921
- Champion de France de cross-country 1922
- Championnat de France de cross-country 1925
- Champion de France du 5 000 m 1925
- Champion de France de cross-country 1926

### Autres
- Vainqueur du championnat d'Angleterre de cross 1920
- Vainqueur du championnat d'Angleterre de cross 1922
- 1er Challenge Lemonnier (Versailles-Paris)  en 1920
- 1er Prix Roosevelt en 1924 (3 milles du RCF)

### Records
- Recordman du monde du 2 000 m en 5 min 34 s 8 (1921)
- Recordman du monde du 3 000 m en 8 min 42 s 2 (1925)
- Recordman de France du 3 000 m également en 1921, en 8 min 45 s 2

#### Records personnelles

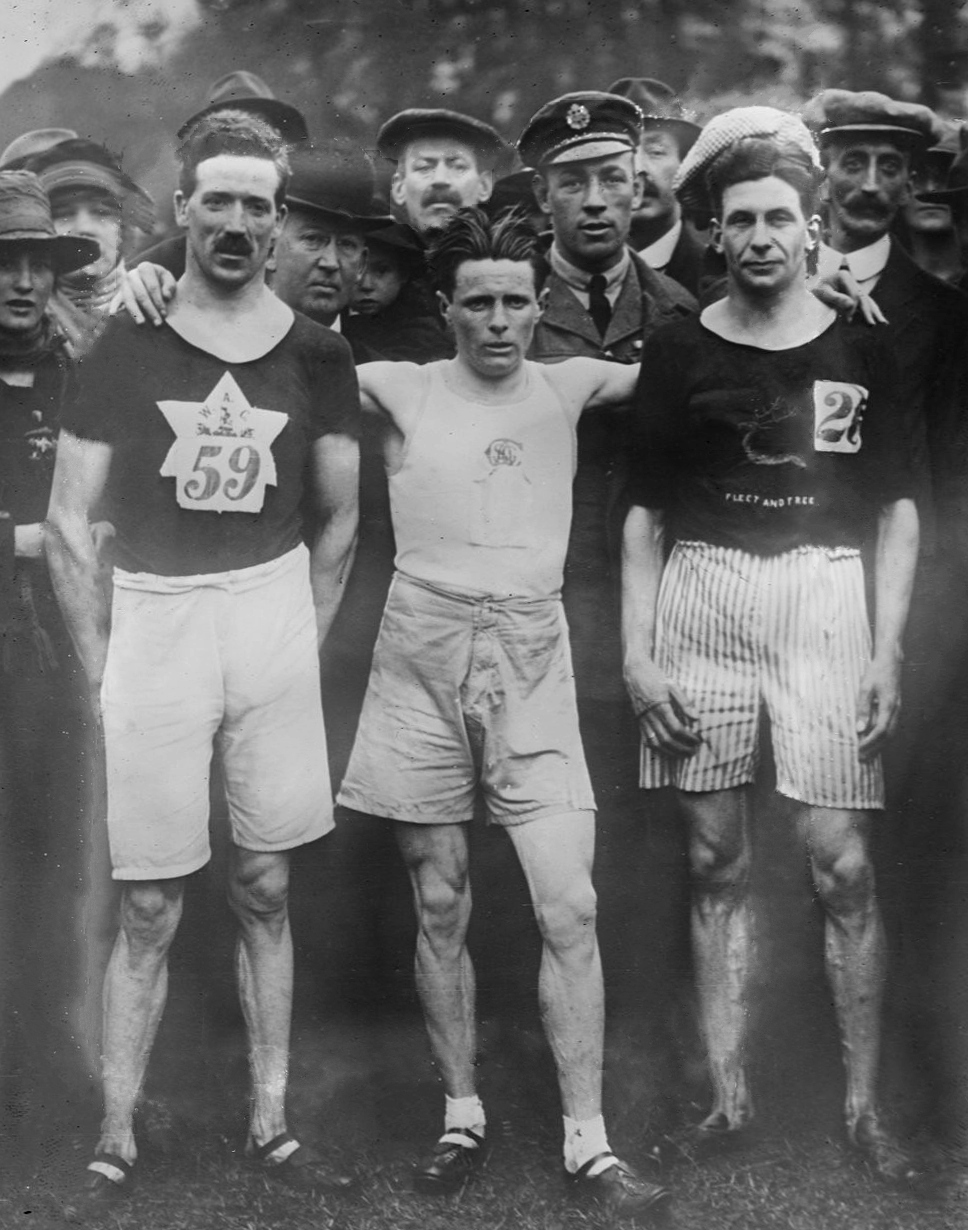

5000 mètres: 14 min 55 s 6 (1920) 
10000 mètres: 31 min 47 s 2 (1920).

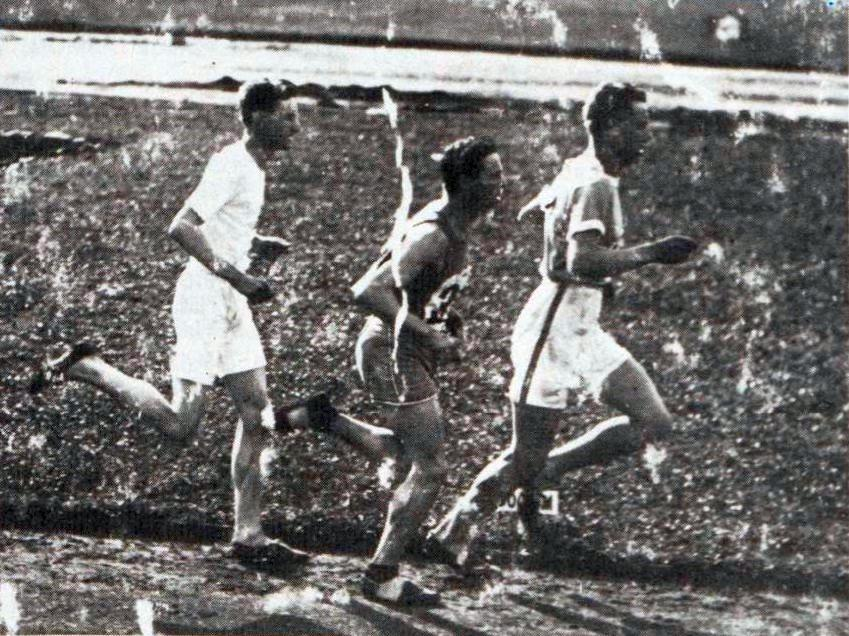
Joseph Guillemot suit Nurmi sur le 5 000 m des JO de 1920
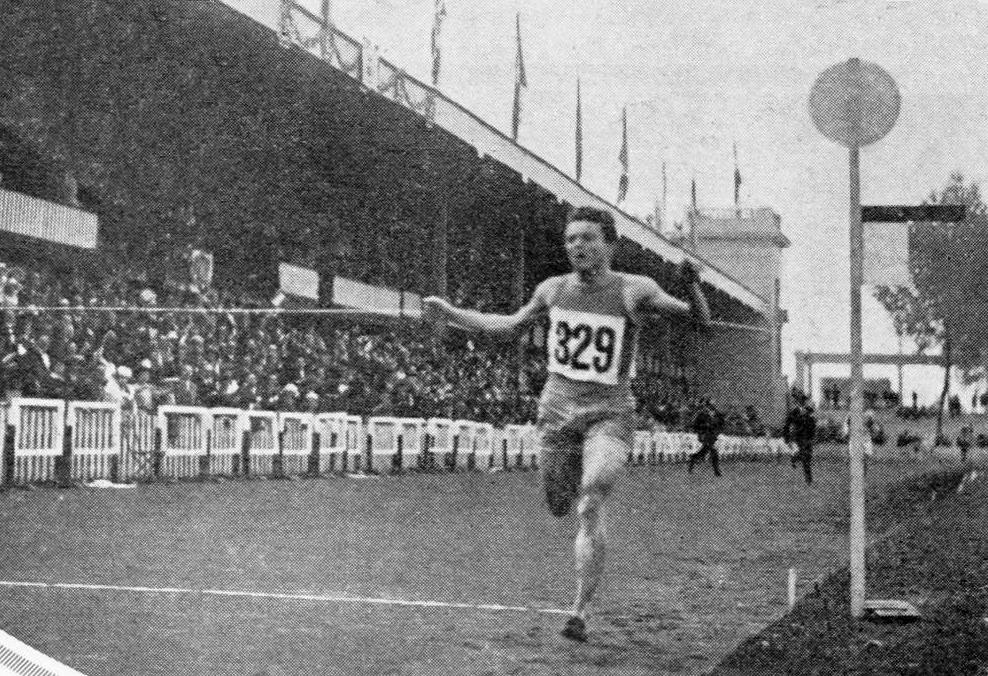
Joseph Guillemot vainqueur du 5000 mètres aux JO de 1920
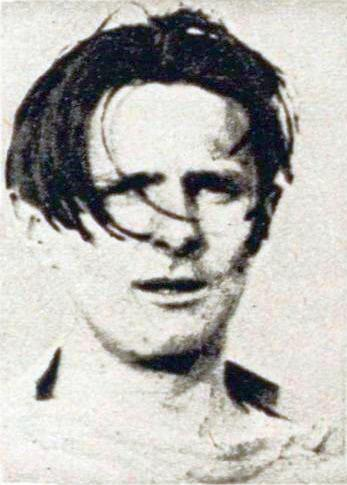
Joseph Guillemot en 1922
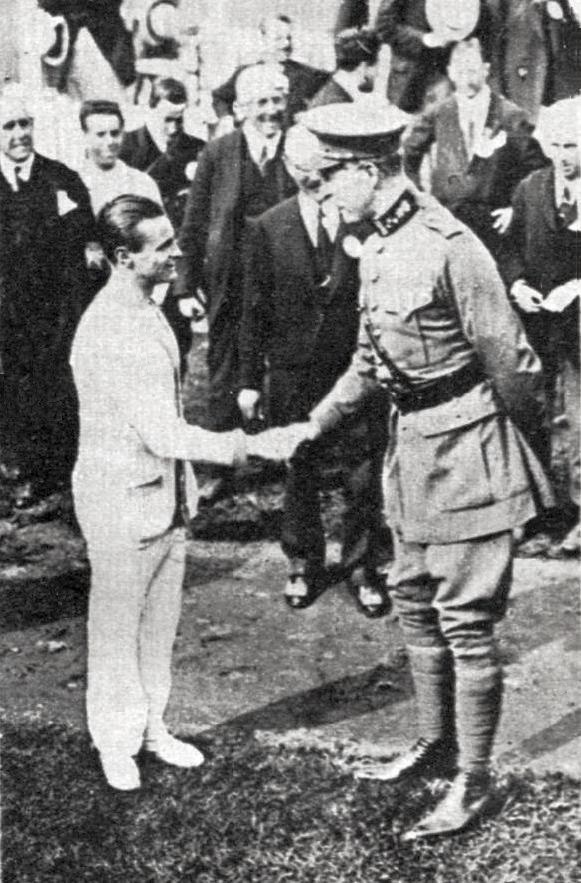
Joseph Guillemot, champion olympique du 5000 mètres, félicité par le roi des Belges Albert 1er, en août 1920
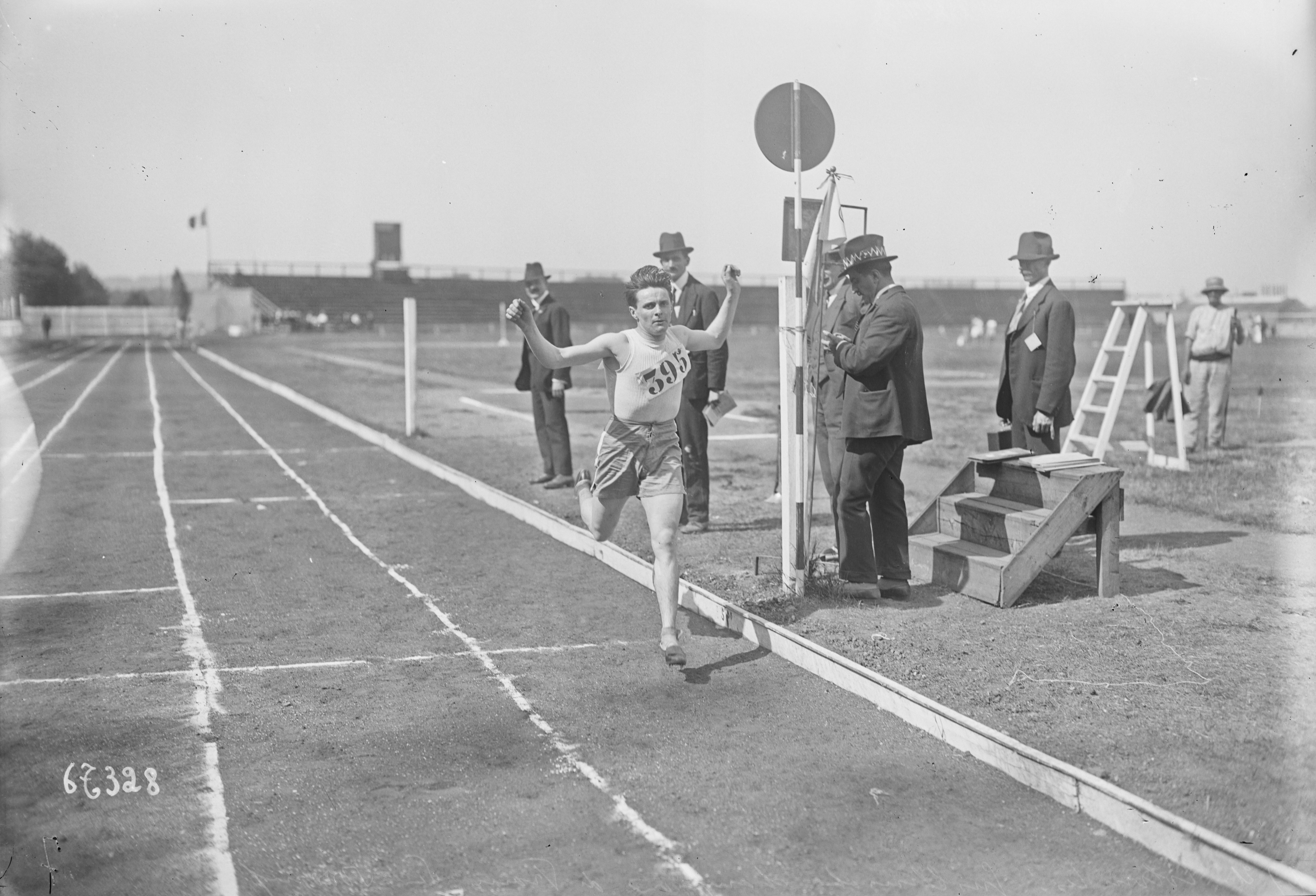
Joseph Guillemot 1921 Colombes Arrivée

## Biographie /Portrait
- Christophe Laguzet, Jospeh Guillemot  (1899-1975) Mémoires - Du Limousin à Anvers, Les vies d'un champion olympiques, Les Ardents Éditeurs, 2024,  (ISBN 9782490623365)
- Joseph Guillemot Le souffle unique d’un exploit dans un parcours mythique [8]
- Portrait de Joseph Guillemot[9]
- Gazette Coubertin n°56-57 - Histoires olympiques [10]

## Hommage
- Stade Joseph Guillemot - Le Dorat
- Stade Joseph Guillemot - Barentin
- Rue Joseph Guillemot - Limoges
- Rue Joseph Guillemot - Le Dorat
- Rue Joseph Guillemot - Guéret
- Allée Joseph Guillemot - Panazol
- Impasse Joseph Guillemot - La Roche-sur-Yon
- Lotissement Joseph Guillemot - Le Dorat